# Bathydraco scotiae
Bathydraco scotiae is een straalvinnige vissensoort uit de familie van Antarctische draakvissen (Bathydraconidae). De wetenschappelijke naam van de soort is voor het eerst geldig gepubliceerd in 1906 door Louis Dollo.
De soort werd verzameld tijdens de Schotse nationale expeditie naar Antarctica (1902-1904), in de Zuidelijke Oceaan, op een diepte van meer dan 2000 meter.